# Луньяк, Иван Иванович
 Иван Иванович Луньяк  (1847—1935) — русский филолог, заслуженный профессор классической филологии Новороссийского университета. Отец химика А. И. Луньяка.

## Биография
Родился в крестьянской семье в деревне Долянка в Чехии. С 1862 года воспитывался в Ичинской классической гимназии, где в 1869 году окончил курс, получив аттестат зрелости с отличием. С 1869 по 1872 год слушал лекции в Пражском университете, на философском факультете и после окончания полного курса осенью 1872 года был назначен супплентом Генрихо-градецкой гимназии в Чехии, где он преподавал в течение двух лет. Осенью 1874 года он был зачислен в члены Русской филологической семинарии при Лейпцигском университете, где он занимался в течение трёх семестров. Здесь он слушал лекции по классической филологии у профессоров Курциуса, Ланге и Ритшеля, а также участвовал в занятиях педагогической семинарии профессора Экштейна в школе Св. Фомы.
Сдав весной 1876 года экзамен на звание преподавателя древних языков в русских гимназиях и получив диплом 1-й степени, он стал, по ходатайству профессора Ритшеля, стипендиатом Министерства народного просвещения — для приготовления к профессорскому званию. В 1877 году выдержал экзамен в Дерптском университете на степень магистра классической филологии и с августа 1877 года по март 1880 года преподавал древние языки в 5-й петербургской гимназии. В июне 1878 года он защитил в Дерпте магистерскую диссертацию.
С марта 1880 года в течение трёх лет он читал в Санкт-Петербургском университете лекции по греческой филологии, с 1882 года — в качестве приват-доцента. Одновременно с августа 1883 по январь 1885 преподавал в 5-й петербургской гимназии греческий язык.
С 1 января 1885 года он был назначен приват-доцентом греческой филологии в Казанский университет, где после защиты в конце 1889 года диссертации на степень доктора греческой словесности, 14 февраля 1890 года утверждён экстраординарным профессором по кафедре классической филологии. С 1 ноября того же года он был перемещён в том же звании в Императорский Московский университет, а в мае 1892 года назначен ординарным профессором Новороссийского университета.
Летом 1908 года он, будучи заслуженным профессором Новороссийского университета, находился в научной командировке в Швейцарии и Австрии.
После революции — профессор Люблянского университета (1920-1929) в Югославии. Остаток жизни провел в Праге.

## Труды
- Риторические этюды. — СПб.: тип. В.С. Балашева, 1881
- К вопросу о реформе преподавания древних языков в гимназиях. — Казань : тип. Ун-та, 1890
- О происхождении имен чех, лех, Русь и славяне. — Казань : тип. Ун-та, 1890
- О современном состоянии изучения древне-классических письменных памятников : Вступ. лекция, чит. в Новорос. ун-те 24 сент. 1892 г. — Одесса: тип. Штаба Одес. воен. окр., 1893
- Гостынское чудо : (К вопросу об источниках эпопеи краледворской рукописи "Jaroslav") / [Соч.] И.И. Луньяка, орд. проф. Новорос. ун-та Одесса : [Новорос. ун-т], 1898 ("Экон." тип.)
- Отзыв о диссертации О. Ф. Базинера, под заглавием: «Ludi saeculares», представленной для получения степени доктора римской словесности : В Ист.-филол. фак. Новорос. ун-та / [Орд. проф. И. Луньяк] Одесса : Экон. тип., [1902]
- Отчет з. о. проф. И.И. Луньяка о научной командировке в Швейцарию и Тироль на каникулярное время 1908 г. [по изучению романского говора Одесса]. — тип. «Техник», [1909]